# Life's Pitfalls
Life's Pitfalls è un cortometraggio muto del 1915 diretto da George Ridgwell.

## Produzione
Il film fu prodotto dalla Edison Company.

## Distribuzione
Distribuito dalla General Film Company, il film - un cortometraggio in tre bobine - uscì nelle sale cinematografiche USA il 3 dicembre 1915.